# Lista rektorów Akademii Kijowsko-Mohylańskiej
Lista rektorów Akademii Kijowsko-Mohylańskiej.

## Kijowska szkoła bracka
- Hiob Borecki (1615–1619)
- Melecjusz Smotrycki (1619-1620)
- Kasjan Sakowycz (1620-1624)
- Spirydon Sobol (1626–1628)
- Tomasz Jewlewicz (1628-1632)
- Tarazjusz Zemka (1632)

## Kolegium Kijowsko-Mohylańskie
- Isaja Trofymowycz-Kozłowskyj (1632-1638)
- Sofronij Poczaśkyj (1638-1640)
- Łeontij Bronkewycz (1640)
- Ignacy Oksienowicz-Staruszycz (1640-1642)
- Józef Kononowicz-Horbacki (1642-1645)
- Innocenty (Gizel) (1645-1650)

## Akademia Mohylańska
- Łazarz (Baranowicz) (1650-1657)
- Josyf Meszczeryn (1657)
- Joannicjusz (Galatowski) (1660–1662)
- Mełentij Dzyk (do 1665)
- Warłaam (Jasiński) (1665-1672)
- Sylwetr Hołowczycz (1672-1684)
- Jezekijil Fyłypowycz (1684-1685)
- Feodosij Huhurewycz (1685-1688)
- Joazaf (Krokowski) (1689–1690)
- Pachomij Podłuźkyj (1690-1691)
- Kyryło Fyłymonowycz (1691-1692)
- Joazaf (Krokowski) (1693–1697)
- Prokopij Kałaczynśkyj (1697-1701)
- Gedeon (Odorski) (1701-1704)
- Inokenij Popowśkyj (1704-1707)
- Krzysztof (Czarnucki) (1707-1710)
- Teofan Prokopowicz (1711–1716)
- Sylwestr Pynowśkyj (1717–1722)
- Józef (Wołczański) (1722-1727)
- Iłarion Łewyćkyj (1727-1731)
- Amwrosij Dubnewycz (1731-1735)
- Sylwestr Dumnyckyj (1737–1740)
- Sylwester (Kulabka) (1740-1745)
- Sylwestr Liaskorońśkyj (1746–1751)
- Jerzy (Konisski) (1751-1755)
- Manasija Maksymowycz (1755-1758)
- Dawid Naszczyńśkyj (1758-1761)
- Samuel (Mysławski) (1761-1768)
- Tarasij Werbyćkyj (1768-1774)
- Nykodym Pankratiew (1774)
- Kasijan Łechnyćkyj (1775–1784)
- Warłaam Mysławśkyj (1784-1791)
- Ieronym Błonśkyj (1791-1795)
- Teofilakt (Słonecki) (1795-1803)
- Ireneusz (Falkowski) (1803-1804)
- Jakynf Łahonowśkyj (1804-1813)
- Joasaf Mochow (1814–1817)

## Uniwersytet Narodowy "Akademia Kijowsko-Mohylańska"
- Wiaczesław Briuchowećkyj (1992–2007)
- Serhij Kwit (2007-2014)
- Andriy  Melesevich (od 2007)